# Italo Tancredi
Italo Tancredi (... – Torino, 12 aprile 1988) è stato un attore italiano.

## Biografia
Italo accreditato anche Idolo Tancredi è stato un attore noto principalmente per ruoli interpretati nei film di Totò, come il Joe Pellecchia in Totò a colori.
Esordisce al cinema nel 1931 nel film Resurrectio diretto da Alessandro Blasetti. Successivamente recita in lungometraggi diretti da Anton Giulio Bragaglia, Raffaello Matarazzo, Mario Camerini e Alberto Lattuada. Oltre alla recitazione Italo Tancredi nel 1945 fu direttore artistico del Il ratto delle Sabine, di Mario Bonnard
Nel 1949 fu il capo squadra dei costruttori in Monastero di Santa Chiara di Mario Sequi e nel 1954 curò la scenografia del film Ho pianto per te!
Termina la carriera nel 1960 con la partecipazione ai film Il mattatore di Dino Risi ed Ester e il re di Mario Bava.

## Filmografia
- Resurrectio, regia di Alessandro Blasetti (1931)
- Palio, regia di Alessandro Blasetti (1931)
- Vele ammainate, regia di Anton Giulio Bragaglia (1931)
- La tavola dei poveri, regia di Alessandro Blasetti (1932)
- Treno popolare, regia di Raffaello Matarazzo (1933)
- Teresa Confalonieri, regia di Guido Brignone (1934)
- Vecchia guardia, regia di Alessandro Blasetti (1934)
- Cose dell'altro mondo, regia di Nunzio Malasomma (1939)
- Pia de' Tolomei, regia di Esodo Pratelli (1941)
- Il chiromante, regia di Oreste Biancoli (1941)
- Il vagabondo, regia di Carlo Borghesio (1941)
- Cercasi bionda bella presenza, regia di Pina Renzi (1942)
- Il figlio del corsaro rosso, regia di Marco Elter (1943)
- Gli ultimi filibustieri, regia di Marco Elter (1943)
- Il ratto delle Sabine, regia di Mario Bonnard (1945)
- I miserabili, regia di Riccardo Freda (1948)
- Molti sogni per le strade, regia di Mario Camerini (1948)
- Accidenti alla guerra!…, regia di Giorgio Simonelli (1948)
- Maracatumba... ma non è una rumba, regia di Edmondo Lozzi (1949)
- Totò sceicco, regia di Mario Mattoli (1950)
- Bellezze in bicicletta, regia di Carlo Campogalliani (1951)
- La ragazza di Trieste, regia di Bernard Borderie (1951)
- Totò a colori, regia di Steno (1952)
- Viva il cinema!, regia di Giorgio Baldaccini ed Enzo Trapani (1952)
- Una di quelle, regia di Aldo Fabrizi (1953)
- Hanno rubato un tram, regia di Aldo Fabrizi (1954)
- Accadde tra le sbarre, regia di Giorgio Cristallini (1955)

- Il mattatore, regia di Dino Risi (1960)
- Ester e il re, regia di Mario Bava (1960)